# اترک طیار
اترک طیار (زادهٔ ۱۳۳۴ در گنبد کاووس-درگذشتهٔ ۲۷ اردیبهشت ۱۳۸۰) نمایندهٔ حوزهٔ انتخابیهٔ گنبد کاووس در دورهٔ ششم مجلس شورای اسلامی بوده‌است که پیش‌تر در دورهٔ چهارم نیز عضو این مجلس بود.
وی در حادثهٔ هواپیمای یاک ۴۰ در تاریخ ۲۷ اردیبهشت ۱۳۸۰ کشته‌شد.